# Sunset Prairie
Sunset Prairie est une communauté située dans la province de la Colombie-Britannique, dans le centre-est.